# Ann Maria Reeves Jarvis

Ann Maria Reeves Jarvis

Ann Maria Reeves Jarvis (* 30. September 1832 in Culpeper, Virginia; † 9. Mai 1905 in Bala-Cynwyd, westlich von Philadelphia) ist die Mutter von Anna Marie Jarvis und wird allgemein als die „Mutter des Muttertages“ bezeichnet.

## Leben
Ann Jarvis, Ehefrau des Pastors Granville E. Jarvis, war im Gebiet des jetzigen West Virginia in der Wohltätigkeit aktiv. Sie gründete 1858 die Mothers Days Works Clubs mit dem Ziel, hygienische Missstände unter der Arbeiterschaft zu beseitigen, Gesundheit in Familien zu fördern und damit der hohen Kindersterblichkeit entgegenzuwirken. Die Clubs sammelten Spenden, um damit Medizin zu kaufen und organisierten Haushaltshilfen für Familien, in denen die Mütter an Tuberkulose erkrankt waren. Während des amerikanischen Bürgerkrieges organisierte Ann Jarvis Frauen über Mother’s Friendship Days (Mütter-Freundschaftstage), mit denen sie den Verwundeten beider Seiten mit lebenswichtigen Mitteln half. Nach dem Krieg warb sie aktiv für den Muttertag. In der Nachkriegszeit organisierte sie Sitzungen der Soldatenmütter.
Ihre Tochter Anna Marie Jarvis kam in Webster, Taylor County (West Virginia) zur Welt und führte die Arbeit ihrer Mutter fort. Drei Jahre nach dem Tod von Ann Jarvis wurde ein Gedenkgottesdienst für sie abgehalten und allen Müttern gewidmet. Es war der erste inoffizielle Muttertag, gefeiert am Sonntag in der zweiten Maiwoche 1908. Anna Marie Jarvis verteilte 500 weiße und rote Nelken, die Lieblingsblumen ihrer Mutter, vor der Kirche an die Mütter ihres Heimatorts Grafton im Bundesstaat West Virginia. „Die Nelke wirft ihre Blütenblätter nicht ab, sondern drückt sie an ihr Herz […] so drücken auch die Mütter ihre Kinder an ihr Herz.“ Mütterliche Liebe sterbe niemals, erklärte Jarvis. Deshalb kämpfe sie weiter – denn der Muttertag solle endlich ein nationaler Feiertag werden. Sechs Jahre lang unterhielt Jarvis einen Briefwechsel mit Organisationen und Politikern. Sie erlebte, wie 1914 zum ersten nationalen Muttertag die amerikanische Flagge gehisst wurde, einen Tag nach dem neunten Todestag ihrer Mutter. Es war zugleich der Tag des Kriegsausbruchs in Europa. Noch während des Ersten Weltkriegs begann der Muttertag sich auch international als Feiertag durchzusetzen.
Für Anne Maria Jarvis wurde dem Muttertag eine andere Bedeutung zugeschrieben, welche sie kritisierte. Sie fühlte den intimen Sinn dieses Tages vom Kommerz missbraucht. Gegen Profitjäger wollte sie durch Klagen den eigentlichen Sinn des Muttertages urheberrechtlich schützen. Ihr Bemühen blieb jedoch erfolglos. Sie verlor ihr Vermögen im Kampf gegen die Kommerzialisierung. Mit 72 Jahren starb sie in einer amerikanischen Heilanstalt – kinderlos, aber als Mutter des Muttertags.